# THE LAST ROCKSTARS
THE LAST ROCKSTARS（ザ・ラスト・ロックスターズ）は、日本のヴィジュアル系ミュージシャンであるYOSHIKI、HYDE、SUGIZO、MIYAVIの4人で結成したユニット。

## 概要
2021年にHYDEが首に深刻な持病を抱えるYOSHIKIに「ピアノは年をとってからでもできる。ロックするならいま！一緒にやりましょう」と声をかけたことが結成の決め手になったという。
2022年11月8日、YOSHIKIがアメリカ・ロサンゼルスから緊急帰国した上で、同月11日に記者会見を行い、そこで重大発表を行うと予告。その会見の場で本バンドの結成が発表された。
結成の構想は、6年～7年前頃（2015年から2016年頃）。メンバーもその時から決まっていたとHYDEが語っている。（2023年1月4日放送MIYAVIのオールナイトニッポン）
結成直後の2022年12月31日、『第73回NHK紅白歌合戦』に特別企画で初出場し、テレビで初パフォーマンスを披露した。
2023年1月26日・27日に有明アリーナ、1月29日・30日に東京ガーデンシアターでの計4公演が行われた。
2023年のライブではTHE LAST ROCKSTARSのオリジナル曲（未発表曲含む）に加え、X JAPANの「BORN TO BE FREE」「Beneath The Skin」、が歌われ、L'Arc～en～Cielの「HONEY」、YOSHIKI feat. HYDEとしてリリースされた「Red Swan」、SUGIZOやMIYAVIのソロ曲などが披露されている。
2023年11月18日、同年11月28日と同月29日（現地時間）にアメリカ・ロサンゼルスのYouTube Theaterで行う予定だったライブツアー「PSYCHO LOVE」最終公演を「不測の事態が発生した」として2024年8月29日に延期すること、またあわせて追加海外公演の開催を予定していることを発表した。なお2ndライブツアーの米国公演唯一の日程であった。
2023年11月に有明アリーナで行われた3DAYS公演ではPATAがゲストで参加し､急逝したX JAPANのベーシストHEATHの追悼のため 「Rusty Nail」をベース無しのトリプルギター編成で披露した。
この有明公演でYOSHIKIがゲーム「鉄拳8」とのコラボが決まったことを発表。その直後、バンダイナムコエンターテインメントは、THE LAST ROCKSTARSの新曲「MASTERY」が2024年1月26日発売予定の『鉄拳8』の公式イメージソングに決定したことを発表した。しかし、1月26日に実際に発売されたこのゲーム内で新曲「MASTERY」は披露されておらず、その件に関する公式発表も無かった。
2024年5月17日　YOSHIKIが入院明けの記者会見を行い、8月29日に米ロサンゼルスのYouTubeシアターで延期発表がされていたライブツアー「PSYCHO LOVE」最終公演をスケジュールの都合で中止と発表された。昨年の延期発表時に同時に発表された追加海外公演についてのコメントは無かった。ただ、2025年春にワールドツアーを計画しているといい「日本、アジア、北米、そして今話し合い中ですが中南米とヨーロッパも検討しています」と明かした。アルバム制作も予定しているそうだが「僕が言っても世界中でいちばん信用がないですね」と自虐的に笑っていた。なお2025年7月15日時点でこのツアーに関する続報は未だに無い。
この2度目のアメリカ公演中止について、発起人のHYDEからファンへ何の説明もなされていない。また、インフォメーションでは公式サイトで短く発表するのみで公式Xは2023年11月18日、公式Instagramは2023年8月12日を最後に更新が止まっている。(2024年10月31日時点)
2024年8月24日に「MASTERY」フルサイズ音源を用いた『鉄拳8』とのコラボ映像がサウジアラビアで開催中の「Esports World Cup」にて公開され、YouTubeでも公開された。告知は『鉄拳8』およびHYDEとSUGIZOの公式Xで行われた。YOSHIKIは『鉄拳8』公式をリポストするかたちで告知したが、MIYAVIはスタッフアカウントがリポストするのみで本人の各種SNSでは当案件に関し触れておらず、バンド公式Xも稼働していない。
2024年11月、MIYAVIが脱退。脱退については「僕は、この4人で過ごす時間がとても大好きでした。たくさんのものを学ばせてもらったし、もちろん今も変わらず尊敬しています。別に大きなケンカしたわけじゃないので、安心してね。むしろ、もっとケンカしたかった。ぶつかりあいたかった」と、コメントを残している。

## メンバー
※YOSHIKI、SUGIZO、MIYAVIの3名は、かつてGACKTがボーカルを務めたS.K.I.N.で共に活動経験あり。

### 現メンバー
| 名前                | 生年月日               | 担当楽器            | 備考 |
| ------------------- | ---------------------- | ------------------- | --- |
| YOSHIKI （ヨシキ）  | 1965年11月20日（59歳） | ドラムス ピアノ     | X JAPANリーダー。 HYDEとはYOSHIKI feat. HYDEとしてシングル「Red Swan」をリリースした。 SUGIZOとはX JAPANでも共に活動中。 |
| HYDE （ハイド）     | 1969年1月29日（56歳）  | ボーカル            | L'Arc〜en〜Ciel、VAMPSのヴォーカル。                                                                                     |
| SUGIZO （スギゾー） | 1969年7月8日（56歳）   | ギター ヴァイオリン | LUNA SEAとX JAPANでギター、ヴァイオリンを担当。                                                                          |

### 旧メンバー
| 名前              | 生年月日              | 担当楽器 | 備考                                                               |
| ----------------- | --------------------- | -------- | ------------------------------------------------------------------ |
| MIYAVI （ミヤビ） | 1981年9月14日（43歳） | ギター   | かつてはDué le quartzのギターとして活動。 現在はソロを中心に活動。 |

## ディスコグラフィー

### デジタルシングル
|     | 配信日         | タイトル                       | 規格                                  | 備考 |
| --- | -------------- | ------------------------------ | ------------------------------------- | --- |
| 1st | 2022年12月23日 | THE LAST ROCKSTARS (Paris Mix) | デジタル・ダウンロード ストリーミング | 作詞・作曲はYOSHIKI。セルフタイトル作でデビュー・シングルである。全世界同時に配信。 YOSHIKIがパリにてこの曲のミックス作業を行っていたのでParis Mixと名付けられた。                               |
| 2nd | 2023年8月3日   | PSYCHO LOVE                    | デジタル・ダウンロード ストリーミング | 作詞はYOSHIKI､ 作曲はHYDE。 結成発表時の記者会見にてデビュー曲と共にティザー映像が公開されたエレクトロダンスナンバー。 リリースから1年経った2024年11月11日にミュージックビデオが正式公開された。 |

## 出演

### コンサート
| 年   | 開催日    | 公演タイトル                                                      | 会場                                                          | 備考     |
| ---- | --------- | ----------------------------------------------------------------- | ------------------------------------------------------------- | -------- |
| 2023 | 01月26日  | THE LAST ROCKSTARS Live Debut 2023 Tokyo - New York - Los Angeles | 有明アリーナ （ 東京都江東区）                                |          |
| 2023 | 01月27日  | THE LAST ROCKSTARS Live Debut 2023 Tokyo - New York - Los Angeles | 有明アリーナ （ 東京都江東区）                                |          |
| 2023 | 01月29日  | THE LAST ROCKSTARS Live Debut 2023 Tokyo - New York - Los Angeles | 東京ガーデンシアター （ 東京都江東区）                        |          |
| 2023 | 01月30日  | THE LAST ROCKSTARS Live Debut 2023 Tokyo - New York - Los Angeles | 東京ガーデンシアター （ 東京都江東区）                        |          |
| 2023 | 02月03日  | THE LAST ROCKSTARS Live Debut 2023 Tokyo - New York - Los Angeles | ハマースタイン・ボールルーム （ ニューヨーク州-ニューヨーク） | 追加公演 |
| 2023 | 02月04日  | THE LAST ROCKSTARS Live Debut 2023 Tokyo - New York - Los Angeles | ハマースタイン・ボールルーム （ ニューヨーク州-ニューヨーク） |          |
| 2023 | 02月10日  | THE LAST ROCKSTARS Live Debut 2023 Tokyo - New York - Los Angeles | Hollywood Palladium （ カリフォルニア州-ハリウッド）          |          |
| 2023 | 011月21日 | THE LAST ROCKSTARS The 2nd Tour 2023 "PSYCHO LOVE"                | 有明アリーナ （ 東京都江東区）                                |          |
| 2023 | 011月22日 | THE LAST ROCKSTARS The 2nd Tour 2023 "PSYCHO LOVE"                | 有明アリーナ （ 東京都江東区）                                |          |
| 2023 | 011月23日 | THE LAST ROCKSTARS The 2nd Tour 2023 "PSYCHO LOVE"                | 有明アリーナ （ 東京都江東区）                                |          |

### テレビ番組
- 第73回NHK紅白歌合戦（2022年12月31日）[4]
- ミュージックステーション 3時間半スペシャル（2023年8月4日）[13]。